# Орбоешти (Јаломица)
Орбоешти (рум. Orboești) насеље је у Румунији у округу Јаломица у општини Андрашешти. Oпштина се налази на надморској висини од 38 m.

## Становништво
Према подацима из 2002. године у насељу је живело 434 становника, од којих су сви румунске националности.